# Hodalur, Gubbi
Hodalur là một làng thuộc tehsil Gubbi, huyện Tumkur, bang Karnataka, Ấn Độ.